# Кампо Рагоци (Верчели)
Кампо Рагоци је насеље у Италији у округу Верчели, региону Пијемонт.
Према процени из 2011. у насељу је живело 17 становника. Насеље се налази на надморској висини од 1213 м.